# Yamaha R-Serie

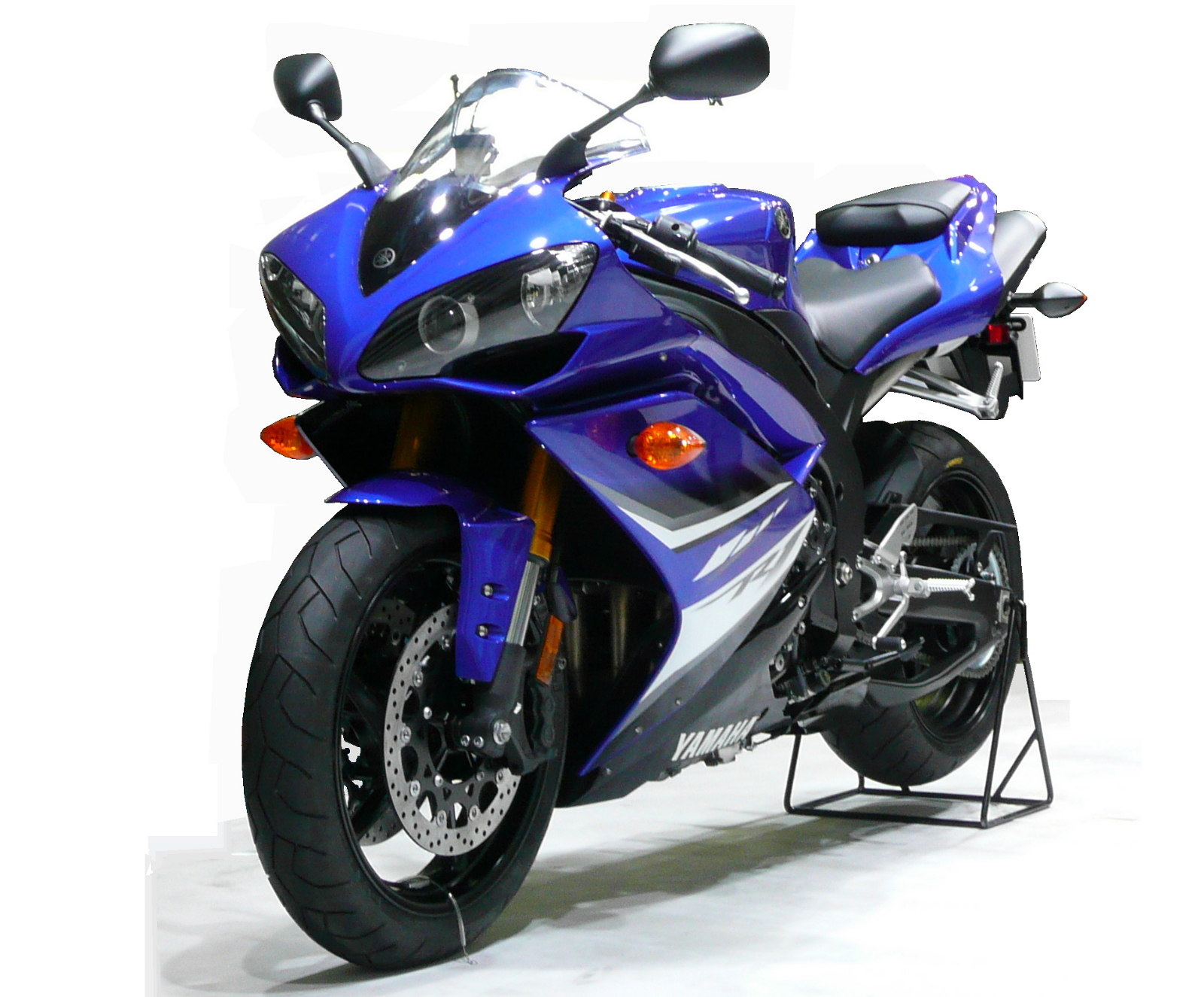
Yamaha YZF-R1
Modelljahr 2007

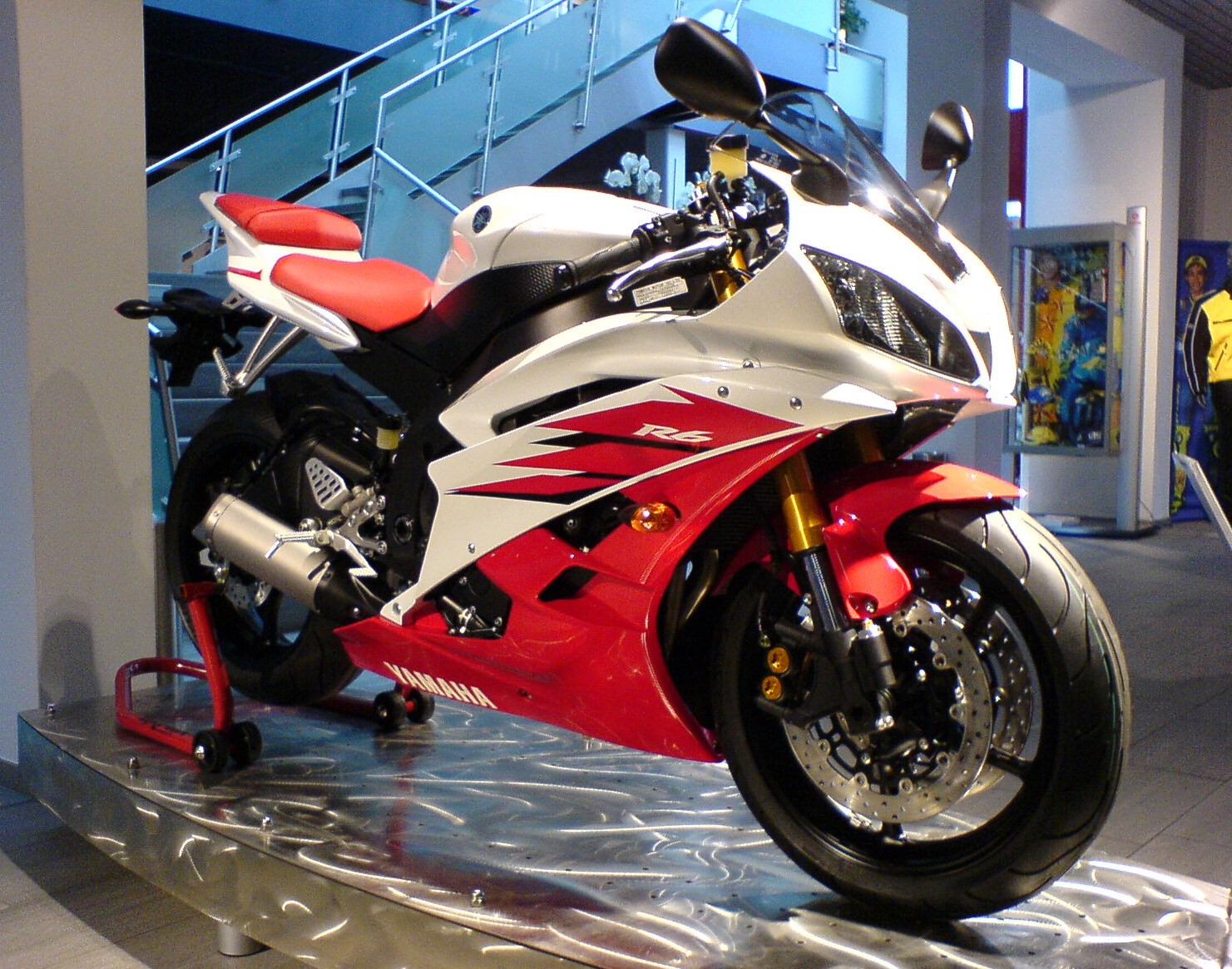
Yamaha YZF-R6 Modell 2006

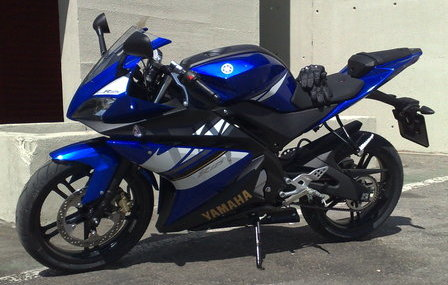
Yamaha YZF-R125 Modell 2008

Die R-Serie ist eine Motorrad-Modellreihe des japanischen Herstellers Yamaha Motor.
Diese Modellserie wurde durch die Einführung der Yamaha YZF-R1 mit 1000 cm³ Hubraum im Jahr 1998 initiiert. Ein Jahr später folgten die 600er- und 750er-Modelle (Yamaha YZF-R6 bzw. Yamaha YZF-R7). Letztere war allerdings eine auf nur 500 Stück limitierte Replica des Werks-Superbikes von Yamaha Racing. Sie wurde im Jahr 2002 nach der Regeländerung auf 1000 cm³ Maximalhubraum in der Superbike-Klasse wieder aus dem Programm genommen. Die R1 und die R6 bilden die Speerspitzen von Yamaha im heiß umkämpften und prestigeträchtigen Supersport/Superbike-Segment. Direkte Konkurrenzmotorräder zur Yamaha R-Serie sind die Modellreihen Honda Fireblade (CBR), Suzuki GSX-R und Kawasaki ZX-R.
Seit Mai 2015 wird eine Version mit 321 cm³, die YZF-R3 angeboten.
Neu ist sowohl die R7, als auch die R9, welche als Euro 5+ Nachfolger für R6 und R1 dienen und in der Motorrad Szene höchst umstritten sind.
Die Yamaha R1 wird zwar noch heute offiziell verkauft, aber ohne Straßenzulassung.

## Leichtkraftrad
Um jungen Leuten ein Fahrzeug der erfolgreichen R-Serie anzubieten, erschienen im Frühjahr die YZF-R125, eine 125-cm³-Version, die abgesehen vom Namen kaum technische Gemeinsamkeiten besitzt. Die YZF-R125 konnte sich im deutschen Markt gut etablieren. Im September 2014 belegte sie mit 1746 Stück den zweiten Platz bei den Neuzulassungen der Leichtkrafträder.